# Дома 1072 км
Дома 1072 км (рос. Дома 1072 км) — починок в Малопургинському районі Удмуртії, Росія.

## Населення
Населення — 16 осіб (2010; 21 в 2002).
Національний склад станом на 2002 рік:
- удмурти — 100 %